# Nicolas Louis Auguste de Grimoard
Nicolas Louis Auguste de Grimoard de Beauvoir du Roure de Beaumont, comte de Brison, né le 25 août 1753 à Grenoble (Isère), mort le 11 janvier 1838 à Paris, est un général français de la Révolution et de l’Empire.
Il est le fils de François-Denis-Auguste de Grimoard de Beauvoir du Roure, comte de Brison et baron de Beaumont, et d'Anne-Françoise de Chaponay (mariés en 1752). Il épouse en 1782 Antoinette Catherine Denise de Grimoard de Beauvoir, fille de Denis Auguste, marquis du Roure, et de Françoise Sophie Scolastique de Baglion. De leur union naissent au moins quatre enfants sur la paroisse de Saint-Sulpice de Paris :
- Auguste François Louis Scipion (1783-?)
- Augustine Marie Françoise Antoinette Nathalie (1784)
- Marie Charlotte (1786-?)
- Claudine Anne Pauline (1787-?)[1]

## États de service
Il entre en service en 1770, comme sous-lieutenant dans le régiment Mestre de Camp Général cavalerie, il passe capitaine commandant de compagnie dans le régiment Royal-Piémont en 1773. Il est réformé en 1776.
Replacé capitaine en second en 1778, il devient capitaine commandant en 1782 et mestre de camp en second dans le régiment d'Armagnac en 1784, puis du régiment du Dauphin la même année.
En 1788, il obtient la permission de quitter son commandement pour lui permettre de voyager en Inde. Il est fait chevalier de Saint-Louis en 1788. De retour en France, il est nommé mestre de camp du régiment du Poitou le 27 mai 1792.
Il est promu général de brigade le 29 juin 1792, dans l’armée du Nord, et le 17 août 1792, il déserte avec le général Lafayette.
Autorisé à rentrer en France, il est réformé le 20 août 1804.
Il est remis en activité le 20 août 1809, à l’armée du Nord, et en 1810, il rejoint le corps d’observation de Hollande.
Il est admis à la retraite le 1er septembre 1811.

## Sources
- Thierry Pouliquen, « Les généraux français et étrangers ayant servis [sic] dans la Grande Armée » (consulté le 22 décembre 2013)
- (en) « Generals Who Served in the French Army during the Period 1789 - 1814: Eberle to Exelmans »
- (pl) « Napoléon.org.pl »
- Alex Mazas, Histoire de l’ordre royal et militaire de Saint-Louis depuis 1693 à 1830, Tome 2, imprimerie Firmin Didot frères et fils, 1860.